# Autry
Autry település Franciaországban, Ardennes megyében. Lakosainak száma 95 fő (2022. január 1.). Autry Bouconville, Condé-lès-Autry, Grandham, Lançon, Montcheutin és Cernay-en-Dormois községekkel határos.

## Népesség
A település népességének változása:
| Lakosok száma | 187  | 141  | 133  | 143  | 134  | 124  | 117  | 114  | 108  | 95   |
|               | 1968 | 1982 | 1990 | 2006 | 2013 | 2015 | 2017 | 2019 | 2020 | 2022 |